# Батайница (военный аэродром)
Батайница — самый большой военный аэродром в Сербии, расположен между Батайницей и Новой Пазовой, 25 км от Белграда. Аэродром принадлежит ВВС и войскам ПВО Сербии. Является единственным аэродромом в Сербии, обладающим двумя асфальтными взлётно-посадочными полосами.

## История
Строительство аэродрома для Югославских ВВС началось в 1947 году и завершилось в 1951 году, когда аэродром был официально открыт. Аэродром был предназначен для обороны югославской столицы от возможных нападений с воздуха.
На аэродроме были дислоцированы 204-й истребительный авиационный полк, 138-я транспортная воздушная бригада, 252-я истребительно-бомбардировочная авиационная эскадрилья, Воздушный испытательный центр (ВОЦ), Ремонтный завод Мома Стойанович и Воздушный медицинский институт (ВМЦ).
Во время бомбардировок Югославии авиацией НАТО аэродром подвергался частым нападениям (до 25-ти раз) авиацией НАТО. Потерпел многие разрушения.

## Использование в военных целях

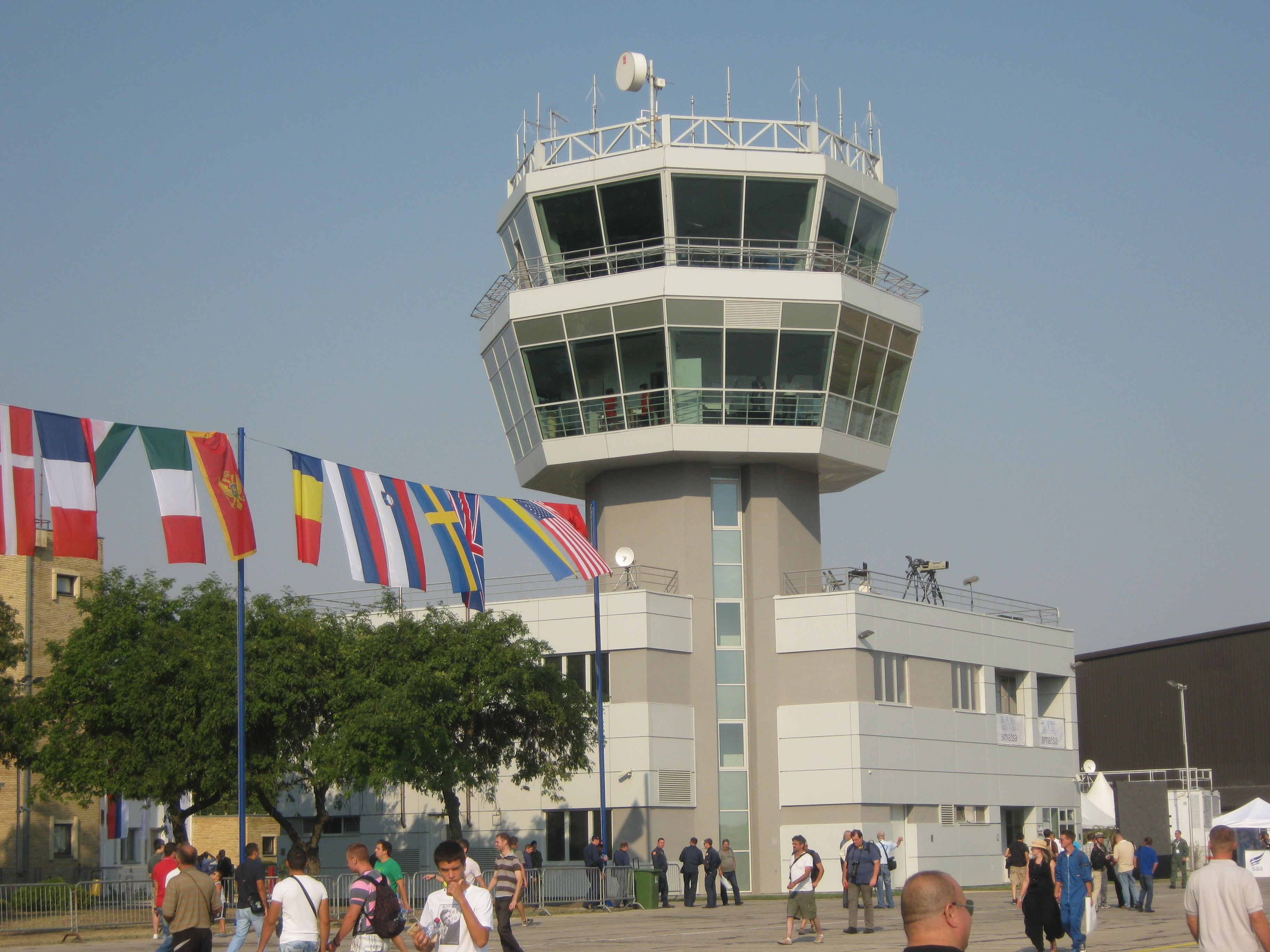
Диспетчерская вышка аэродрома Батайница

Сегодня на аэродроме Батайница расположена 204-я воздушная база, образовавшаяся после объединения всех военных частей, находившихся на аэродроме. На аэродроме также располагается учебный центр для военнослужащих войск ПВО, а также Сектор воздушных испытаний (бывший ВОЦ) Техническо-опытного центра (ТОЦ).
На Батайнице базируются около 45 Миг-21, 25 штурмовиков и учебно-тренировочных самолётов СОКО Г-4 Супер Галеб, 22 самолёта УТВА, 4 МиГ-29, а также несколько грузовых самолётов (Ан-26, Ан-2, Як-40) и вертолётов (Газель, Ми-8, Ми-24, Ми-17).
Действующие подразделения:
- 204-я авиабригада[1]

 101-я истребительная авиационная эскадрилья (МиГ-21, МиГ-19УМ)
 252-я учебная эскадрилья
 138-я транспортная эскадрилья
 890-я смешанная вертолётная эскадрилья
24-й технический батальон
17-й батальон безопасности базы
177-й батальон ПВО
- Учебный центр ВВС и ПВО[3]
- Авиационный завод имени Момы Станойловича
- Военный технико-испытательный центр[англ.], отделение лётных испытаний